# Парад (картина)
«Парад» (фр. Parade de cirque) — картина Жоржа-Пьера Сёра, написанная в стиле неоимпрессионизма в 1887—1888 годах. Находится в Метрополитен-музее в Нью-Йорке.

## История
«Парад» является одной из шести больших картин, которые Сёра завершил перед своей смертью в 1891 году, в возрасте 31 года. Это первая его картина, изображающая популярные зрелищные представления, и единственная, действие которой происходит ночью на открытом воздухе. Впервые Сёра представил её в 1888 году на выставке Салона Независимых в Париже (под названием «Parade de cirque», кат. № 614). Мастер пуантилизма, Сёра применил эту технику и в картине «Парад», создавая изображения с помощью множества точек фиолетово-серого, серо-голубого, оранжевого и зелёного цветов. Он использовал контрастные цвета для создания вибрации и динамики, что особенно заметно в изображении костюмов персонажей. На картине изображено представление цирка Корви на ежегодной ярмарке пряников, проходившей в восточном Париже вокруг площади Нации весной 1887 года. Представления устраивались бесплатно возле циркового шатра, чтобы побудить прохожих купить билеты. Зрители справа стоят в очереди на лестнице, ведущей в кассу.
Искусствовед Альфред Х. Барр-младший назвал «Парад» одной из самых значительных картин Сёра, а её «геометрию» и «симметрию» — новаторскими, и отнес её к «самым геометрическим по дизайну и самым загадочным по настроению» среди основных полотен Сёра.

## Описание
«Парад» — большая картина, написанная маслом на холсте размером 99,7 × 149,9 см (39,3 × 59,0 дюйма). Выполненная в стиле пуантилизма, она состоит из множества точек фиолетово-серого, серо-голубого, оранжевого и зелёного цветов. На ней изображены неподвижные фигуры на открытом воздухе при искусственном освещении во время представления цирка Корви на площади Нации, рабочем квартале на востоке Парижа. В работе преобладает монотонность горизонтальных и вертикальных линий, напоминающая ритмы египетских рельефов и фресок. Актёры представлены в ярких костюмах и занимают центральное место в картине. Перспектива и пространство на картине тщательно продуманы, создавая иллюзию глубины и позволяя зрителю взглянуть за занавес в мир актёров, что усиливает впечатление от сцены.
Вход в цирковой шатёр состоит из билетного окошка и дверей в центре платформы на шести ступенях. По обе стороны от дверей (здесь они выкрашены в зелёный цвет) на платформе с балюстрадой выступают музыканты и акробаты, чтобы завлечь прохожих. Желающие приобрести билеты у продавца билетов — мужчины и женщины в правом нижнем углу картины — поднимаются по центральной лестнице. Обладатели билетов выстраиваются в очередь параллельно сцене бокового шоу. Диагональная линия за тромбонистом — это перила вспомогательной лестницы. Женщина с маленькой девочкой покупает билет на платформе справа от рингмейстера.
Исследование картины «Парад» в лаборатории Метрополитен-музея в 1990 году при свете, похожем на цвет газовых ламп, выявило «необычайную трансформацию», пишет историк искусства Роберт Герберт: «Под цветным светом лица фигур на помосте уже не казались неестественно оранжевыми, а были телесного цвета, тени на тромбонисте и зрителях были уже не ярко-ультрамариново-синими, а черными, и вся картина светилась, как будто была освещена сзади, что, конечно, является именно тем эффектом contre-lumiere, на который Сёра рассчитывал в своей картине».

## Рецепция
Гюстав Кан охарактеризовал картину «Парад» как «нарочито бледную и грустную». Когда картина впервые была выставлена на выставке Салона Независимых в 1888 году, её затмила более крупная работа — «Натурщицы» (Les Poseuses). Впоследствии сам Сёра пренебрег ею, и «Парад» не был включен в число больших полотен в 1890 году.
Андре Сальмон включил эту картину в число других работ Сёра, которые были неправильно поняты современниками и демонстрировали «глубокий замысел».

Роберт Герберт пишет о «Параде»: 
Сравниваясь с картинами на пленэре «Купальщики в Аньере» и «Воскресный день на острове Гранд-Жатт» и работами в помещении «Канкан» и «Цирк», «Парад» не обладает ни грандиозностью первых, ни плакатной запоминаемостью вторых. Тем не менее она занимает центральное место в творчестве Сёра. Это не только его первая картина с ночной сценой и, следовательно, важный этап в развитии нового стиля художника (дивизионизм), но и первая картина, изображающая представление популярного развлечения, жанр, уже разработанный в рисунках, который будет доминировать в крупных проектах художника до конца его короткой карьеры. Однако, помимо вопросов хронологического приоритета, «Парад» также выделяется как самая загадочная картина Сёра, задумчивый шедевр, который раскрывает свой смысл неохотно, обезоруживающе простая геометрическая схема, скрывающая сложное пространственное расположение… Выразительное изображение полутеневого света, несомненно, является ключевой особенностью «Парада» Сёра. 